# Villaroux
Villaroux är en kommun i departementet Savoie i regionen Auvergne-Rhône-Alpes i sydöstra Frankrike. Kommunen ligger i kantonen Montmélian som tillhör arrondissementet Chambéry. År 2022 hade Villaroux 191 invånare.

## Befolkningsutveckling
Antalet invånare i kommunen Villaroux
| Referens: INSEE |